# Visingsö socken

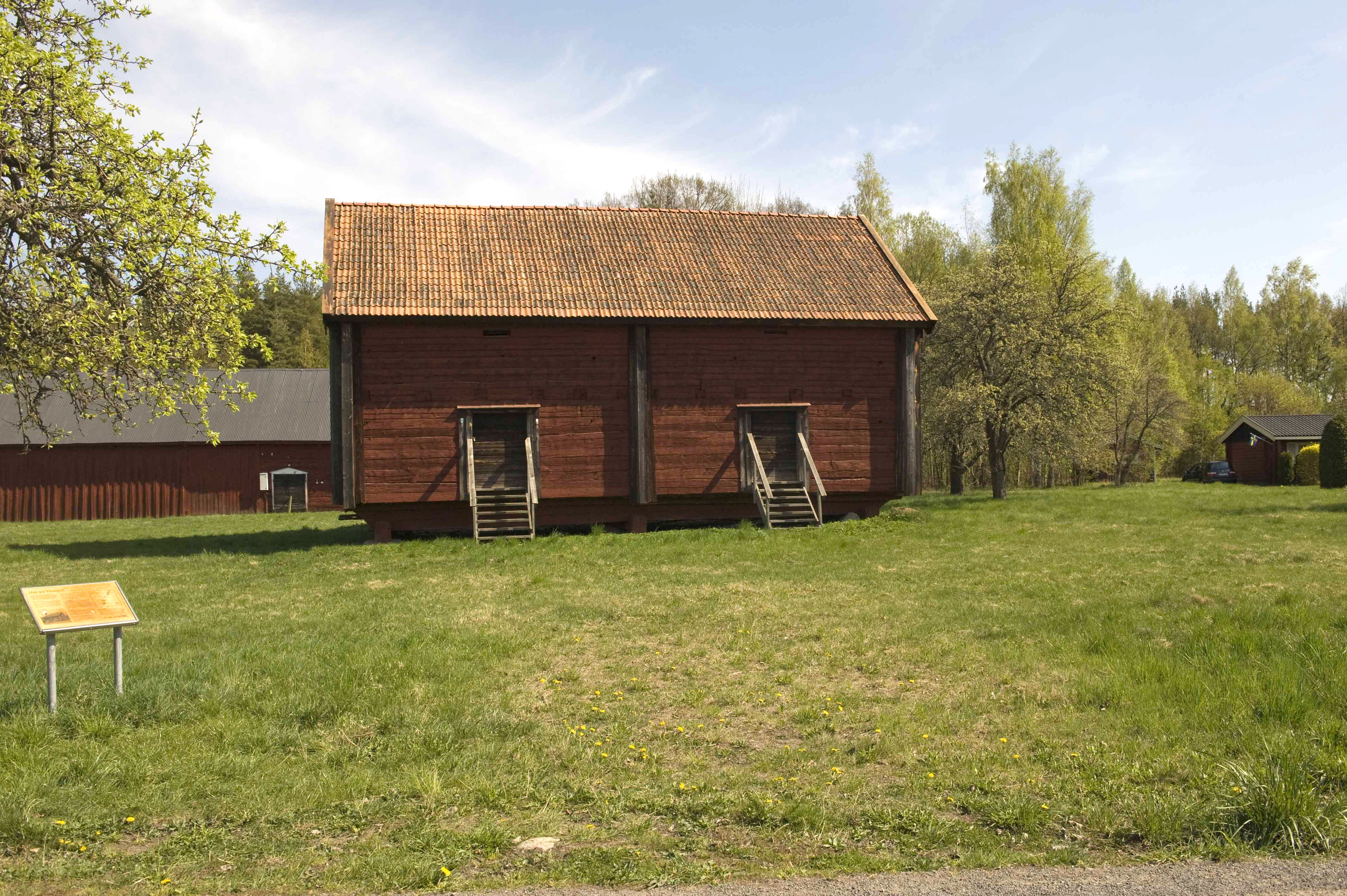
Visingsö sockenmagasin

Visingsö socken i Småland ingick i Vista härad, ingår sedan 1971 i Jönköpings kommun i Jönköpings län och motsvarar från 2016 Visingsö distrikt.
Socknens areal är 24,54 kvadratkilometer, allt land. År 2000 fanns här 819 invånare. Socknens omfattning är densamma som ön Visingsö. Tätorten Tunnerstad, slottsruinerna Näs slott och Visingsborg samt sockenkyrkorna Kumlaby kyrka och Brahekyrkan (tidigare Ströja kyrka) ligger i denna socken. 

## Administrativ historik
Visingsö socken har under namnet Ströja socken medeltida ursprung. På 1500-talet sammanslog denna med Kumlaby socken och tog då det nuvarande namnet.
Vid kommunreformen 1862 övergick socknens ansvar för de kyrkliga frågorna till Visingsö församling och för de borgerliga frågorna till Visingsö landskommun. Denna senare uppgick 1971  i Jönköpings kommun.
1 januari 2016 inrättades distriktet Visingsö, med samma omfattning som församlingen hade 1999/2000.  
Socknen har tillhört samma fögderier och domsagor som Vista härad. De indelta båtmännen tillhörde Uppstädernas båtsmankompani och var 1687 sex stycken.

## Geografi
Socknen och ön Visingsö ligger i Vättern och är 14 kilometer lång och som bredast 2,5 kilometer. Socknen är en odlingsbygd utmed sandåsen som sträcker sig utmed ön. På den mittre delen återfinns ekskogar.

## Fornlämningar
Bland de mycket talrika fornlämningarna kan nämnas två hällkistor från stenåldern, flera stora gravrösen från bronsåldern, uppemot 1000 järnåldersgravar i fem grävfält som också har domarringar och fyra runristningar (en nu borta).
Två av runstenarna, båda mer eller mindre fragmentariska, är numera inmurade i den som kallade Gamla Braheskolan. De är båda omkring 1,5 meter höga. Den ena av stenarna är prydd med ett kors och ett flätmönster. Texten på stenen lyder "...lät göra denna sten efter Fjolmod...". En någorlunda god rekonstruktion av själva textens mening kan göras, då det är tydligt att se att det varit en kristet betonad runtext (ett litet kors är ju ännu bevarat). Troligen har texten lydit "? lät göra sten denna efter Fjolmod, sin fader (?). Gud hjälpe ande hans och Guds moder".
På den andra stenen är texten mer bevarad. Denna sten är tämligen enkelt ornerad och även den med kristen betoning. "Eskil och Gunna lade stenen... sin make. Gud hjälpe hans själ". 

## Namnet
Namnet (1259 Wisinghnsö) har en oklar betydelse.

### Fotnoter
1. 1 2  Svensk uppslagsbok Visingsö (ö, kommun, socken)
2. 1 2  Harlén, Hans; Harlén Eivy (2003). Sverige från A till Ö: geografisk-historisk uppslagsbok. Stockholm: Kommentus. Libris 9337075. ISBN 91-7345-139-8
3. ↑  Administrativ historik för Visingsö socken (Klicka på församlingsposten). Källa: Nationella arkivdatabasen, Riksarkivet.
4. ↑  http://www.algonet.se/~hogman/regementen_oversikt_indelnv.htm Indelta soldater, torp och rotar i Jönköpings län] Jönköpingsbygdens Genealogiska Förening
5. 1 2  Sjögren, Otto (1931). Sverige geografisk beskrivning del 2 Östergötlands, Jönköpings, Kronobergs, Kalmar och Gotlands län. Stockholm: Wahlström & Widstrand. Libris 9939
6. 1 2 3  Nationalencyklopedin
7. ↑  Fornlämningar, Statens historiska museum: Visingsö socken
8. ↑  Fornminnesregistret, Riksantikvarieämbetet: Visingsö socken Fornminnen i socknen erhålls på kartan genom att skriva in sockennamn (utan "socken") i "Ange geografiskt område"
9. ↑  Mats Wahlberg, red (2003). Svenskt ortnamnslexikon. Uppsala: Institutet för språk och folkminnen. Libris 8998039. ISBN 91-7229-020-X. https://isof.diva-portal.org/smash/get/diva2:1175717/FULLTEXT02.pdf